# Antifrasi
L'antìfrasi (dal greco ἀντί, "contro", e φράσις, "locuzione") è una figura retorica per cui il significato di una parola, di un sintagma o di una frase risulta opposto a quello che assume normalmente; di solito cambia anche il tono della voce. Ad esempio: "Ah! Che bel lavoro hai fatto", è un'espressione che traduce che invece di aver fatto un bel lavoro, se ne sia fatto uno pessimo.

## Caratteristiche generali
Con l'antifrasi, chi parla o scrive intende il contrario di quello che dice. È la forma più scoperta, aggressiva e ingenua di ironia. La disambiguazione della frase "Ma che bella giornata!" in senso antifrastico è data dal contesto (piove a dirotto).
Già gli antichi Greci si preoccuparono di distinguere l'ironia dall'antifrasi: nella prima definizione di antifrasi, che sembra sia da attribuire a Trifone di Alessandria (I secolo d.C.), si sottolinea che in essa manca una "particolare intonazione" (chorìs hypokríseos) che invece è presente nell'ironia e ne segnala l'intento. Il rovesciamento dell'antifrasi è invece tutto puntato sul campo semantico, per cui può manifestarsi anche solo per mezzo di una singola parola. Così, ad esempio, i Greci diedero superstiziosamente il nome di Eumenidi («le benevole») alle Erinni.
I trattati di retorica ai tempi del Medioevo inseriscono l'antifrasi tra i tropi, quindi tra le figure essenziali, per alzare il livello del dettato.
Molte delle espressioni usate nelle lingue per augurare la buona riuscita di un'impresa usano l'antifrasi: la locuzione in bocca al lupo augura il contrario di quello che darebbe a intendere il significato letterale della frase nominale.
L'inversione innescata dall'antifrasi può riguardare:
- la proposizione

Abbiamo fatto proprio una bella figura!
(qualcuno ha appena fatto una brutta figura).
- la forza illocutoria dell'atto linguistico

Provaci!
(qualcuno pronuncia un invito che a ben guardare è una sfida).
Bravo!
(un complimento da intendere come una frase di scherno o rimprovero).
Non vorrei che...
(quando invece si vorrebbe, ma si afferma il contrario per vari motivi, che vanno dal pudore all'ironia).
Come si vede, l'antifrasi risulta importante, oltre che come figura, anche come meccanismo, manifestandosi come esempio della costituiva ambivalenza della comunicazione retorica.

## Esempi di antifrasi nella letteratura italiana
Alessandro Manzoni utilizza spesso l'antifrasi con intento ironico: riferendosi al tentativo di rapimento che Don Rodrigo aveva attuato nei confronti di Lucia Mondella l'autore scrive:
era la più grossa (impresa) a cui il brav'uomo avesse ancor messo mano (Alessandro Manzoni, I promessi sposi, capitolo XI)
Nel poema satirico Il giorno, scritto a metà Settecento, Giuseppe Parini descrive con cura maniacale la vita dei membri della nobiltà, quasi divinizzandoli, soffermandosi su alcuni aspetti con minuziosità, proprio per creare l'effetto antifrastico, rivelando invece quanto vuota possa essere la vita del nobile.
L'uso dell'antifrasi, quando coinvolge la voce narrante (per esempio, in alcune novelle di Giovanni Verga, come Rosso Malpelo), procura nel lettore il caratteristico effetto dello straniamento, per cui chi legge si trova immerso in un'ottica ideologica che è di norma censurata, o ritenuta criticabile, dal senso comune.